# Чемпионство икс-дивизиона TNA
Чемпионство икс-дивизиона TNA (англ. TNA X Division Championship) — является чемпионским титулом по рестлингу, которым владеет промоушн Total Nonstop Action Wrestling. Это главный титул промоушена. Как и большинство титулов в рестлинге, титул завоёвывается в результате заранее определённого матча. Он дебютировал 19 июня 2002 года на записи второго еженедельного PPV-шоу Total Nonstop Action (TNA).

## Икс-дивизион

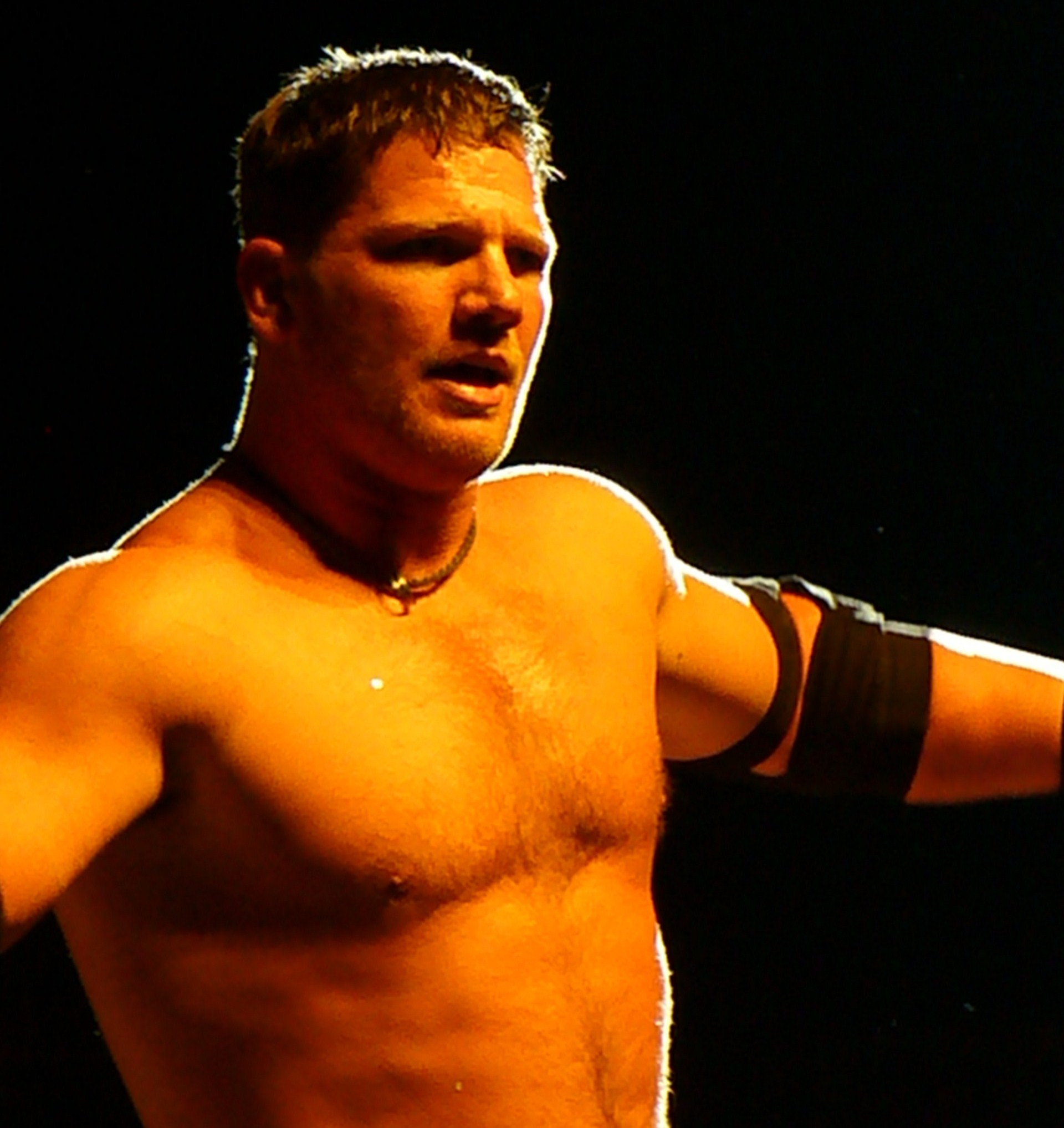
Первый и шестикратный чемпион Эй Джей Стайлз

Икс-дивизион TNA был основан 19 июня 2002 года на первом еженедельном PPV-шоу TNA в командном матче, в результате которого Джимми Янг, Хорхе Эстрада и Сонни Сиаки, известные как «Летающие Элвисы», победили Эй Джей Стайлза, Джерри Линна и Лоу Ки. Позже в тот же день во время записи следующего еженедельного PPV-шоу TNA представила титул чемпиона икс-дивизиона — тогда он был известен как титул чемпиона Икс — чтобы более ярко продемонстрировать дивизион. Дивизион описывается как рестлинг, изобретенный заново, поскольку он берет традиционный рестлинг и смешивает его с быстрым, рискованным стилем, характерным для дивизиона полутяжеловесов и луча либре. До 2011 года дивизион рекламировался под девизом «Дело не в ограничениях веса, дело в отсутствии ограничений» комментатора Майка Тенэя. 11 августа 2011 года в выпуске основной телевизионной программы TNA Impact Wrestling представитель TNA Эрик Бишофф объявил, что с этого момента весовой лимит икс-дивизиона будет составлять 225 фунтов (102 кг). После того как в марте 2012 года Халк Хоган стал новым экранным генеральным менеджером, ограничение по весу было проигнорировано 10 июня 2012 года на Slammiversary, когда Самоа Джо (130 кг) было разрешено бороться за титул. В октябре 2012 года ограничение по весу было официально отменено, когда Роб Ван Дам (108 кг) боролся за титул на Bound for Glory и в итоге выиграл его. В марте 2013 года икс-дивизион получил новый свод правил, согласно которому все матчи проводились в формате «тройной угрозы», а новый лимит веса составлял 230 фунтов (104 кг). Это оказалось крайне непопулярным среди фанатов, и в августе того же года правила и лимит веса были снова отменены.

### Специальные матчи
Икс-дивизион Impact имеет несколько стилей матчей, которые используются для демонстрации рестлеров в дивизионе и для защиты титул чемпиона икс-дивизиона в более зрелищных матчах. Три матча, используемые в Impact, — это матч Ultimate X, матч Steel Asylum и матч Xscape.

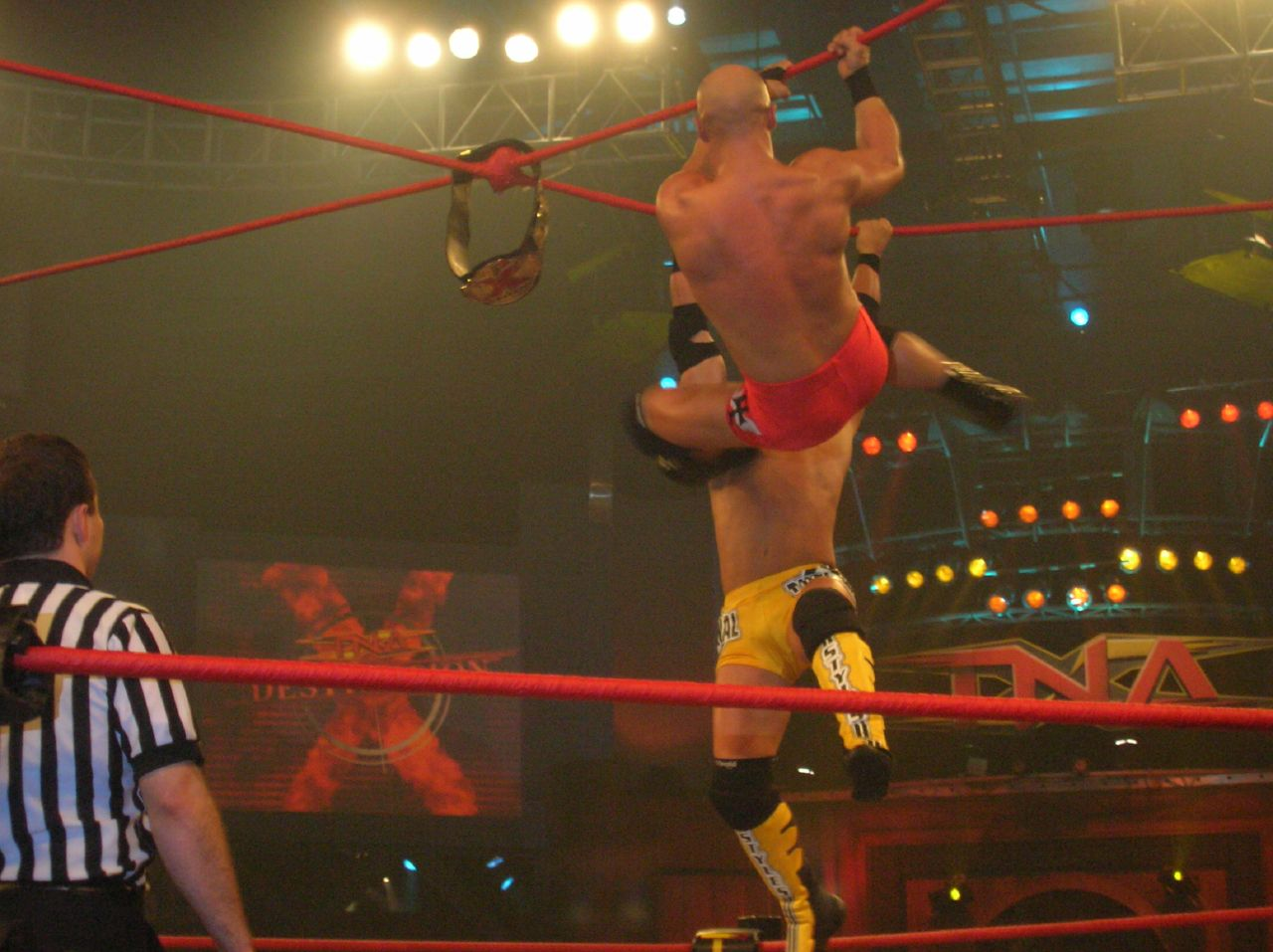
Эй Джей Стайлз (желтые трусы) и Кристофер Дэниелс (красные трусы) во время матча Ultimate X в 2006 году

- Матч Ultimate X был представлен в 2003 году[8]. В нем участвуют несколько соперников, которые пытаются достать титул чемпиона икс-дивизиона или большую красную букву «X», которая подвешена над рингом на двух тросах. Тросы прикреплены к стойкам, которые стоят за стойками ринга. Эти тросы переплетаются, образуя букву «X» над центром ринга[9].

- Матч Steel Asylum появился в мае 2008 года на шоу Sacrifice[10]. Схема матча предполагает, что ринг окружен гигантской красной стальной клеткой с куполообразным потолком. Единственный способ добиться победы — выбраться из клетки через отверстие в центре потолка[11].
- Матч Xscape. В матче участвуют от четырех до шести человек. Чтобы победить в этом матче, двое или более участников — в зависимости от того, сколько их участвует в поединке, — должны быть исключены из матча при помощи удержания или болевого, оставив только двух участников. Затем эти два человека рестлера в том, кто первым покинет клетку и одержит победу[12].